# 환상 속의 사랑
《환상 속의 사랑》(영어: Images)은 미국과 영국에서 제작된 로버트 올트먼 감독의 1972년 심리 공포 영화이다. 수재나 요크 등이 출연하였고, 토미 톰프슨 등이 제작에 참여하였다.
이 영화는 제25회 칸 영화제에서 전 세계 최초로 상영되었으며, 미국에서는 1972년 12월 18일 컬럼비아 픽처스에 의해 극장 개봉되었다.

## 출연진
- 수재나 요크
- 러네이 오베어전와
- 마르셀 보주피
- 휴 밀레이
- 캐스린 해리슨

## 기타 제작진
- 미술: 리언 에릭슨

## 같이 보기
- 초현실주의